# Italien under andra världskriget

Italiens flagga under andra världskriget.

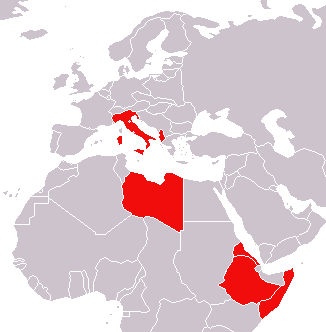
Italien och dess kolonier i september 1939.

Italien deltog i andra världskriget som del av den militära alliansen axelmakterna. Benito Mussolinis fascistiska stat samarbetade med Nazityskland och Kejsardömet Japan, tre länder som i början av kriget erövrade stora landområden i Europa, Afrika och Asien.
Italiens inledande krigslycka, efter erövringar på Balkan, i Nordafrika och på Afrikas horn, vände dock snart. 1943 invaderades själva Italien av de allierade, vilket ledde till Italiens tillbakadragande från kriget.
Under resten av andra världskriget var den Apenninska halvön skådeplats för strider mellan framryckande allierade trupper och långsamt retirerande tyska ockupationsstyrkor. I den nordligaste delen av Italien etablerades Salòrepubliken, en tysk lydstat under ledning av Italiens då avsatte ledare Mussolini.

## Historik

### Bakgrund
Italien var en av axelmakterna under andra världskriget, i en allians som bildades 1936 mellan Italien och Tyskland. Det var i samband med bildandet av alliansen som Italiens diktator Benito Mussolini myntade begreppet, då han i ett tal sade att de två länderna från och med nu skulle bli den axel som resten av Europa rörde sig kring. Italien var dock en av de ekonomiskt svagaste stormakterna i Europa och var inte redo att genast gå med i kriget då Tyskland invaderade Polen 1 september 1939. Det var inte förrän juni 1940 då Frankrike höll på att falla samman militärt under den tyska invasionen som Italien förklarade krig mot de allierade. Mussolini trodde att kriget skulle vara över efter några veckor och hoppades utöka Italiens kolonier på bekostnad av de allierades områden i Nordafrika. I förlängningen var målet att göra Medelhavet till Mare nostrum ("vårt hav"), kontrollerat av Italien. Kriget visade sig dock pågå längre än Mussolini väntat.

### 1940–1942
Efter att ett par italienska offensiver i Nordafrika och i Östafrika kört fast så gick de brittiska styrkorna till motoffensiv. Italiens områden i Östafrika ockuperades snart men i Nordafrika stannade britternas motoffensiv upp på grund av alltför utsträcka underhållslinjer och att brittiska trupper blev avdelade till andra fronter, bland annat Grekland. De italienska militära problemen i Nordafrika föranledde att tyska förstärkningar sändes dit i form av Afrikakåren vilken leddes av Erwin Rommel. Majoriteten av axelmakternas trupper i Afrika fortsatte dock att utgöras av italienare.
I oktober 1940 invaderade Italien även det neutrala och tyskvänliga Grekland från baser i Albanien vilket delvis motiverades av Mussolinis önskan att begränsa det tyska inflytandet på Balkan (Rumänien hade nyligen gått i allians med Tyskland). Den hastigt arrangerade invasionen gick dock dåligt, och de sämre utrustade grekiska styrkorna lyckades till och med driva tillbaka de italienska styrkorna in på albansk mark. Storbritannien började även skeppa in förband från Nordafrika, och från baser i Grekland kunde brittiskt bombflyg nå de för Tyskland mycket viktiga oljefälten i Rumänien. Tyskland ingrep under 1941 och erövrade Grekland; de brittiska styrkorna evakuerades. Italienska styrkor utgjorde därefter majoriteten av axelmakternas ockupationstrupper i Grekland och Jugoslavien. Italien ockuperade även en del av sydöstra Frankrike.
I Medelhavet misslyckades den italienska flottan att besegra de brittiska flottstyrkorna (en bidragande faktor till detta var brist på bränsle, avsaknad av radarutrustning och det förödande brittiska anfallet mot Taranto) vilket ledde till att axelmakterna hade svårigheter med att förse sina trupper i Nordafrika med förråd och fortsätta kriget där. Om man bortser från bristen på radarsystem så hade däremot den italienska flottan Supermarina en skräckinjagande uppställning örlogsfartyg. Om inte bränsleproblemet hade existerat så hade slagskepp som Vittorio Veneto och Littorio kunnat göra processen kort med till exempel brittiska konvojer mot Malta. Problemet var just att man inte ville slösa på bränslet så dessa fartyg användes alldeles för lite i Medelhavet. Men på grund av att den italienska flottan patrullerade för lite och gjorde för lite väsen av sig ute på Medelhavet, i kombination med svidande nederlag i nattliga sjöslag som slaget vid Gaudo där avsaknaden av radar var helt avgörande, ledde det till att Royal Navy tog kontroll över Medelhavet. Den italienska flottan bidrog även med cirka 20 ubåtar till slaget om Atlanten.
Det var inte själva storleken på Italiens armé under andra världskriget som var problemet. Det var snarare problem som dålig organisation bland officerarna, dålig samträning mellan till exempel flyg och flotta, avsaknad av radar och brist på bränsle. De hade även föråldrade taktiker i till exempel flygformationer. När de till exempel anföll en konvoj så höll de hög höjd istället för att använda sig av den lite farligare men mycket effektivare störtbombningstaktiken som var ganska ny på den tiden. Deras höghöjdstaktik ledde visserligen till att britterna missade så gott som alla flygplan som anföll deras konvojer men också till att planens bomber missade konvojen eller rentav tog fel på italienska och brittiska konvojer. Det förekom att italienska plan anföll italienska konvojer men att båda missade sina mål så att ingen kom till skada
Italien skickade även en expeditionskår, Corpo di Spedizione Italiano in Russia, till kriget mot Sovjetunionen, en styrka som i juli 1942 expanderades till en fullskalig armé Armata Italiana in Russia, om 200 000 man men som sargades svårt och senare upplöstes i samband med slaget om Stalingrad. 
Ett mindre antal italienska bomb- och jaktplan deltog även i slaget om Storbritannien.

### 1943 och utträdet ur kriget

Salò-republikens krigsflagga med en örn som håller en fasces i klorna.

Sedan de tysk-italienska styrkorna i Nordafrika slutligen besegrades av britterna och de amerikanska styrkorna som landsattes i Operation Torch 1943, och efter att de allierade erövrat Sicilien var stödet för Mussolini och kriget svagt bland det italienska etablissemanget. Den 25 juli 1943 greps Mussolini och avsattes som Italiens ledare. I hemlighet förhandlade den nya regeringen med de allierade om vapenstillestånd. En konsekvens av vapenstilleståndet var att de allierade kunde landstiga på det italienska fastlandet utan att möta motstånd, innan tyskarna hann stabilisera läget. Senare fritogs även Mussolini ur fångenskapen av tyskarna och installerades som ledare för Salòrepubliken i norra Italien.
Italien var nu delat i två delar. I söder fanns den regering som kämpade tillsammans med de allierade och i norr de Mussolinitrogna tyskallierade styrkorna. En stor motståndsrörelse bildades även i norr som slogs mot tyskarna och deras italienska samarbetsmän. Till följd av vapenstillestånden blev Tyskland nu även tvunget att ockupera de delar av Balkan och Frankrike som förut hållits av italienarna. Den 8 september kapitulerar Italien för de allierade och den 13 november erkänns Italien som allierad krigförande makt och de allierade accepterar därmed formellt Italiens önskan att byta sida.
För de allierades del påbörjades en lång offensiv som gick relativt långsamt bland annat på grund av den bergiga terrängen som var lätt att försvara. De tysk-italienska styrkorna besegrades inte förrän i april 1945.

## Militära styrkor
Den italienska flottan under andra världskriget bestod av ett antal slagskepp och tunga kryssare. Några slagskepp som stod redo i krigets början var Vittorio Veneto och Littorio. Andra som var under utveckling var Julio Cesare.

## Bildgalleri

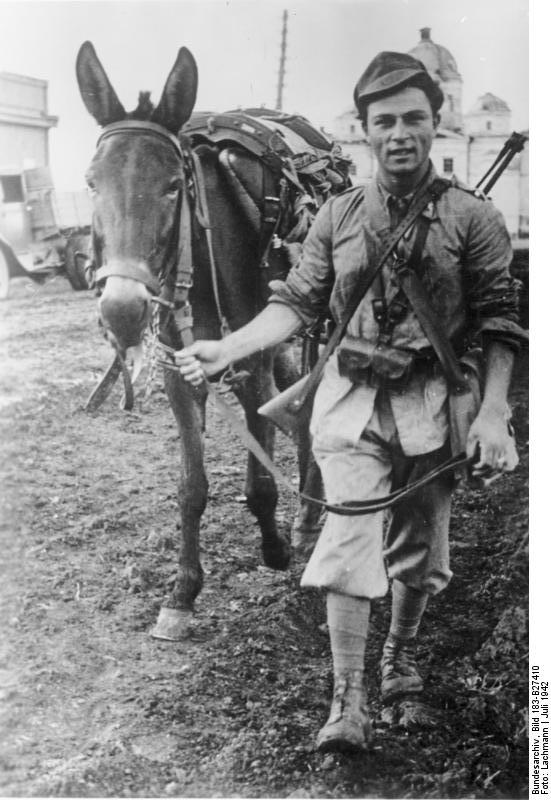
Italiensk mulåsneförare i Ryssland 1942.
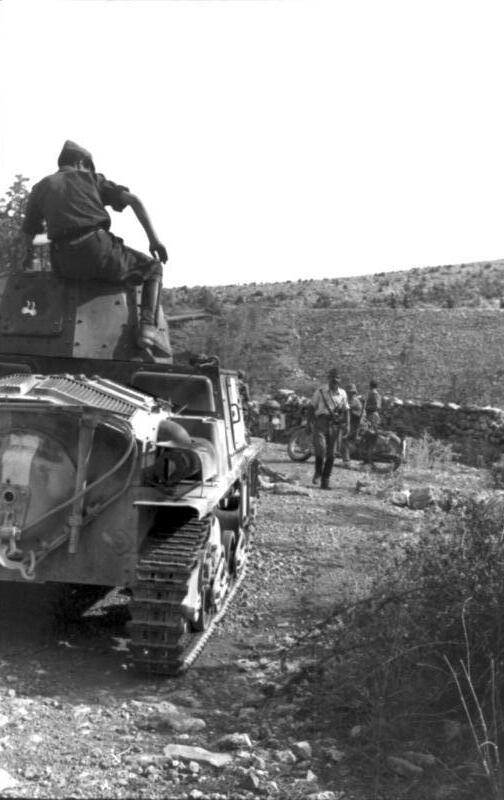
Italienskt pansar i Jugoslavien 1943.
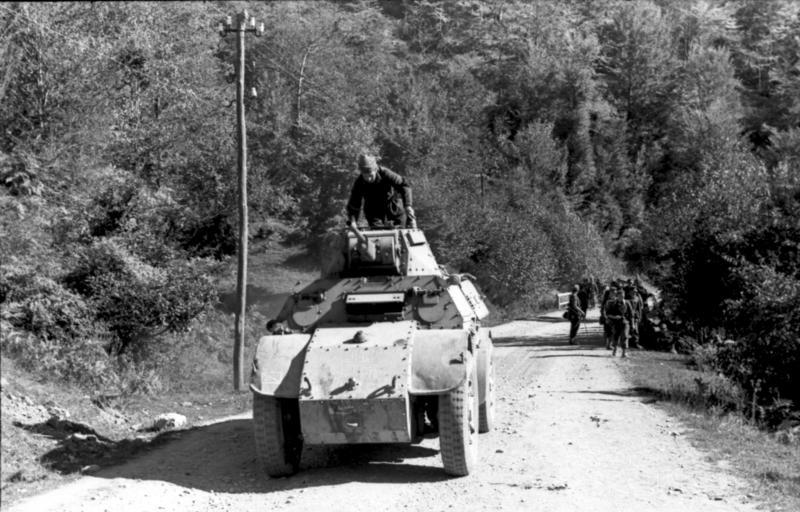
Italiensk pansarbil i Albanien 1943.
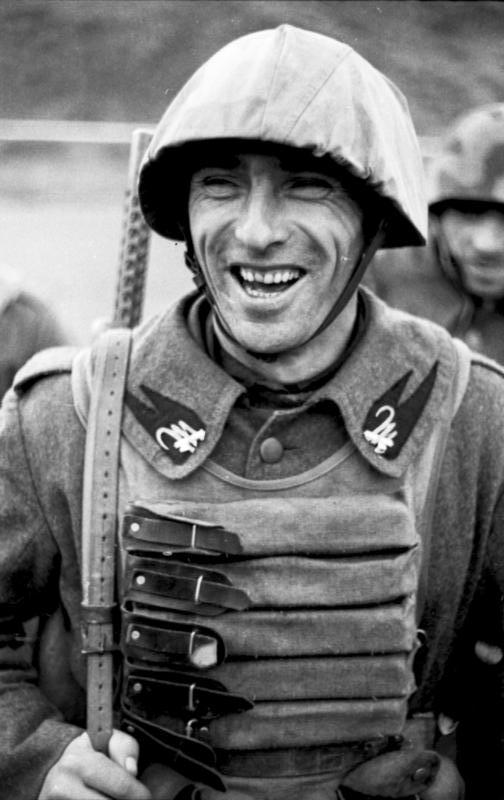
Fascistisk milisman från Italienska sociala republiken 1943.
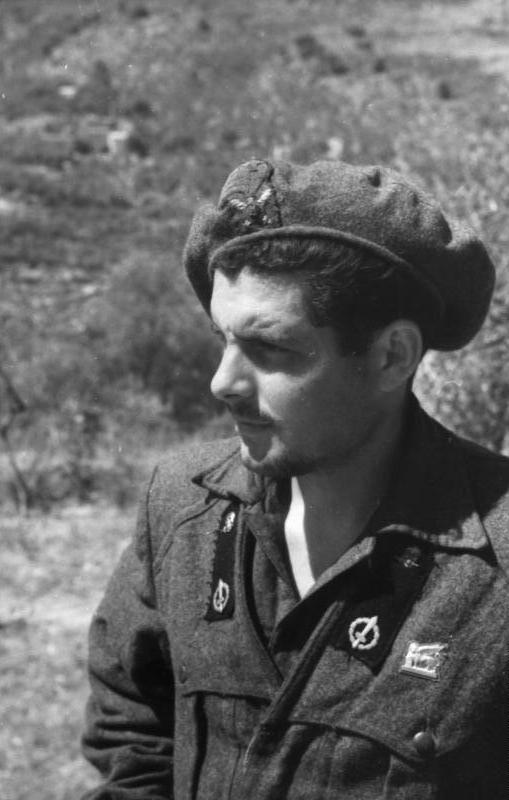
Soldat från Italienska sociala republiken 1944.